# NGC 7162
NGC 7162 este o galaxie spirală situată în constelația Cocorul. A fost descoperită în 5 septembrie 1834 de către John Herschel. Se află la o distanță de 32,12 de megaparseci de Pământ.